# Multidrug Resistance-Related Proteine
Die Gruppe der Multidrug Resistance-Related Proteine (MRP) besteht aus mehreren genetisch verwandten Transmembranproteinen, die unter Energieverbrauch Stoffe aus Zellen herauspumpen. Sie kommen in allen Eukaryoten vor und bilden Klasse C der großen Familie der sogenannten ABC-Transporter.
Heute sind neunzehn Einzelproteine bekannt, wovon neun beim Menschen vorkommen (MRP1 bis MRP9). Die zugehörigen Gen-Namen fangen mit ABCC an. Die Gemeinsamkeiten der Proteine liegen in ihrer Funktion: Als Teil der Zellmembran sind sie in der Lage, unter Energieverbrauch (Hydrolyse von ATP) verschiedene körpereigene und toxische Stoffe aus der Zelle heraus zu transportieren. Ein weiteres Substrat für MRP stellen einzelne Medikamente dar. Somit ist es der Zelle auf natürlichem Weg möglich, sich vor schädlichen Stoffen zu schützen, indem sie diese einfach wieder aus dem Zellinneren heraus transportiert.
Damit spielen MRPs auch eine entscheidende Rolle bei Fragestellungen bezüglich der Pharmakokinetik. MRPs (auch Efflux-Pumpen genannt) kommen an vielen physiologischen Barrieren vor, wie z. B. Blut-Hirn-Schranke, Darm, Niere und Leber.
So ist beispielsweise MRP-2 für die Bilirubin-Ausscheidung über die Galle verantwortlich. Bei der medikamentösen Kombinationstherapie (hier im Beispiel mit zwei Medikamenten) treten häufig Wechselwirkungen zwischen den Pharmaka auf. Ein möglicher Mechanismus dafür kann eine Hemmung einzelner Efflux-Pumpen durch einen Wirkstoff sein. Dies kann zu einer geringeren Ausscheidung des anderen Wirkstoffes führen und damit zu einem Konzentrationsanstieg.

## Geschichte der Entdeckung
Das Phänomen, das letztlich zur Entdeckung der MRP führte, heißt Multidrug-Resistenz (MDR) und wurde zuerst an bösartigen Tumorzellen beobachtet. Bei der Behandlung eines Tumors mit einem einzelnen Chemotherapeutikum trat zunächst ein Therapieerfolg ein und der Tumor verkleinerte sich. Im Laufe der Behandlung wurden die Tumorzellen jedoch resistent gegen das Chemotherapeutikum und begannen wieder zu wachsen.
Mit Hilfe von Zellkulturen aus Tumoren konnte gezeigt werden, dass sich die einsetzende Resistenz nicht nur auf das einzelne Chemotherapeutikum beschränkte. Der Tumor wurde trotz der Behandlung mit nur einem Chemotherapeutikum in kurzer Zeit gegen mehrere Klassen von Chemotherapeutika resistent. Das Erstaunliche an dieser Entdeckung war jedoch, dass der Tumor nie zuvor mit einem der anderen Chemotherapeutika in Kontakt gekommen war. Weiterhin unterschieden sich die Präparate extrem voneinander, vor allem im Wirkmechanismus. Wie konnte also ein Tumor in kurzer Zeit eine solch umfassende Resistenz entwickeln?
Nach intensiver Forschung wurden die MRP entdeckt und aufgeklärt. Nach dem oben beschriebenen Modell konnten die Proteine zunächst erfolgreich auf Zelllinien von Tumoren nachgewiesen werden. Die Theorie, dass MRP an der Entwicklung einer MDR beteiligt sind, konnte durch weitere Forschung auf diesem Gebiet gestützt werden. So stellte man eine massiv erhöhte Expression von MRP in Zelllinien fest, in deren Kulturmedium Chemotherapeutika beigemischt waren.

## Pharmakologie
Für die klinische Medizin ist die Rolle der MRP noch unklar. Eine zukünftige Bedeutung wäre beispielsweise die individuelle Dosierung eines Medikaments. Soll ein Medikament im Zellinneren wirken, so muss es auch entsprechend dosiert werden. Denkbar ist in diesem Zusammenhang, dass Individuen eine unterschiedliche Aktivität von MRP besitzen und dadurch mehr oder weniger empfindlich für einzelne Medikamente sind. Auch in der Therapie von Krebs konnte die Entdeckung und Erforschung von MRP bisher keinen großen Fortschritt bringen.